# Nógrádmarcal
Nógrádmarcal község Nógrád vármegyében, a Balassagyarmati járásban.

## Fekvése
A Cserhát északi nyúlványai szélén, az Ipoly völgyének találkozásánál helyezkedik el, egy erdőkkel határolt völgyben, átmenő forgalomtól mentesen, csendes környezetben.

### Megközelítése
Csak közúton közelíthető meg, két irányból: vagy a Balassagyarmatot Aszóddal összekötő 2108-as útról Szügy központjában kelet felé letérve, a 21 129-es számú mellékúton, vagy a Csitárra vezető 2119-es útról dél felé kanyarodva, ugyanazon az öt számjegyű úton. Déli falurészén a 21 130-as számú mellékút húzódik végig.
Vasútvonal nem érinti, a legközelebbi vasúti csatlakozási lehetőséget az Aszód–Balassagyarmat–Ipolytarnóc-vasútvonal Szügy megállóhelye kínálja, körülbelül 4 kilométerre nyugatra.

## Történelem
Lakott hely a történelem előtti időktől: 1907-ben kőkori leleteket tártak fel a közelben, s egy kettős gyűrűvel védett földvár is állt itt, amit egyes vélekedések szerint a szlávok építettek a népvándorlás korában. Az 1966-ban Rosner Gyula és Gádor Judit által a Kerekdombon végzett ásatás azonban az ott talált cseréptöredékek és cölöpnyomok alapján a vár Árpád-kori eredetére utal a korábbi vélekedésekkel szemben.
A település 3464 holdas területén egyidőben mindig több földbirtokos osztozott. A falu a 12. századtól a Záh nemzetség birtoka volt. Az első írásos említés szerint 1281-ben Záh nembeli Tiborc a helységnek Szügy felé eső, Záhtelek nevű részét fia, István beleegyezésével vejének, Haraszti Simonnak adta.
A falu plébániája 1332-ben már fennállt. A pápai tizedjegyzék 1332-ben arról tudósít, hogy a falu János nevű papja 6 garast fizetett pápai tized címen.
A 14. században a Kacsics nembeli Szécsényi Kónya is birtokosa volt, aki még 1330-ban Ákos nembeli Cselen fia és Sándor fia Jánosnak ajándékozta. Háláját fejezte ki ezzel, mert ez utóbbi személy, mint alétekfogó, éppen helyettesítette őt Károly Róbert asztalánál Záh Felicián híres merényletekor.
A falu a 14. század végétől a 17. század végéig a szintén Záh nembeli Marczaly család tulajdonában volt. A községben lakó Marczaly Mihályt 1388. november 13-án fej- és jószágvesztésre ítélték, mert jobbágyaival Söji Bertalannak és Miklós nevű rokonának jobbágyait megrohanták, tőlük két íjat elvettek, erdejüket pedig levágatta. Később a család tagjainak hűségét a király birtokadományozással jutalmazta. 1398-ban Somogy vármegyében Babócsa birtokot, 1396-ban Fejérkő várát kapták meg.
Károly király 1412-ben Marczaly Péter fiának Tamásnak adja Marcal mellett Halápot (ma:Cserháthaláp) is. 1444-ben Marczaly Albert Nógrád vármegye alispánja, 1493-ban Marczaly András és János a falu tulajdonosa. A 16. század közepén Marczaly Zsigmond és Pál osztozott a falu határán. Zsigmondnak 4 telke, 4 zsellére, 3 puszta telke volt, Pálnak 4 telke, 5 zsellére és 2 puszta telke.
16. századi török összeírásban 16 adózóval szerepel. 1633–34-ben ismét a behódolt falvak között szerepel 5 adóköteles házzal. 1661-ben 1 egész és 1/4 portaszámot, 1687-ben 3 egésztelkes jobbágyot jegyeznek fel a faluban: Sisa István, Sisa Tamás és Varga Albert. Sisa Istvánnak 4, a másik kettőnek 2-2 ökre volt. 1695-ben 6 zsellért számoltak össze a faluban.
Ezelőtt egy évvel 1694-ben is volt egy összeírás, ami a Marczaly család kuriális telkein élőket írta össze. Mivel a 18. századig a kuriális telken élők kimaradtak az összeírásokból így nem meglepő, hogy itt már 18 családfőt és több deserta telket számoltak össze.
„Marczaly Miklós kuriális telkein élők: Varga Albert, Sisa István, Varga Konrád, Szalai István, Demeter Mihály, Mihály János, Sisa György, idősebb Sisa János, Torák András, Bendik István, Dóczy Urbán (földje deserta), Sisa András (földje deserta), Tóth Gáspár (földje deserta)
 Marczaly György kuriális telkein élők: Sisa Tamás, Guth Tamás, Tóth János, Nagy Urbán, ifjabb Sisa János, Széles Tamás, Nagy György, Guth György”
Ekkor a község határának mintegy háromnegyedét a Varga, Sisa és Széles családok művelték, a községi bíró Sisa György ispán volt.
A Marczaly család kuriális telkein élőket azért írták össze, mert az ekkorra kihalt főnemes család örökösei: Semlyéki János, annak fia Ádám és Dersffy János egy sok éve húzódó vitának próbált a végére pontot tenni. A vita tárgyát képezte, hogy az egyik Marczaly fivér magszakadás címén feleségére íratta minden vagyonát, holott 2 unokatestvére, akik törvényes örökösök lehettek volna még éltek. 1700-ban az új birtokosok: Básthy család, Tornyos család és Uzovics család a község határát újraosztották, ami a régi gazdák földjeinek elaprózódását jelentette.
Közigazgatásilag a faluhoz tartozott Söj puszta is, ahol a 18. század végétől a második világháborúig jelentős majorsági gazdálkodás folyt, valamint Százölkút (Százelkút) puszta, ami arról híres, hogy itt adta föl a pusztán lakó juhász felesége Sisa Pista nevezetes betyárt az 1870-es években.

### Infrastruktúra
A falu földművelésből élő lakossága az 1960-as években még meghaladta a 900 főt, amit a helyi munkalehetőség hiánya a napjainkra 556 főre csökkentett. A falu infrastrukturális fejlettsége megfelelő, egészséges ivóvízellátás, szennyvízelvezetés, gázellátás, telefon megoldott.

### A község nevének alakulása
- 1281 – Morchol
- 1299 – Marsal
- 1327 – Morczal
- 1328 – Marchali
- 1350 – Marczaa
- 1698 – Marczal
- 1728 – Marczali
- 1850 – Martzal
- 1870 – Marczal
- 1905 – Nógrádmarczal és Nógrádmarcal

## Közélete

### Polgármesterei
- 1990–1994: Molnár Béla (független)[8]
- 1994–1998: Molnár Béla (Fidesz-FKgP-KDNP-MDF)[9]
- 1998–2002: Molnár Béla (független)[10]
- 2002–2006: Sisa Gyula (független)[11]
- 2006–2010: Molnár Béla (független)[12]
- 2010–2014: Sisa Gyula (független)[13]
- 2014–2019: Vályi Nagy András (független)[14]
- 2019–2024: Vályi Nagy András (független)[15]
- 2024– : Dr. Batáné dr. Kertész Katalin (független)[1]

## Népesség
A település népességének változása:
| Lakosok száma | 556  | 541  | 498  | 481  | 437  | 445  | 436  |
|               | 2013 | 2014 | 2015 | 2021 | 2022 | 2023 | 2024 |

2001-ben a település lakosságának 99%-a magyar, 1%-a cigány nemzetiségűnek vallotta magát.
A 2011-es népszámlálás során a lakosok 91,1%-a magyarnak, 3,6% cigánynak, 0,4% németnek, 0,6% szlováknak mondta magát (8,9% nem nyilatkozott; a kettős identitások miatt a végösszeg nagyobb lehet 100%-nál). A vallási megoszlás a következő volt: római katolikus 77%, református 1,3%, evangélikus 2,8%, felekezeten kívüli 2,4% (15,6% nem nyilatkozott).
2022-ben a lakosság 89,7%-a vallotta magát magyarnak, 8% cigánynak, 0,5% németnek, 0,2% bolgárnak, 0,2% szlováknak, 0,5% egyéb, nem hazai nemzetiségűnek (10,3% nem nyilatkozott; a kettős identitások miatt a végösszeg nagyobb lehet 100%-nál). Vallásuk szerint 61,6% volt római katolikus, 1,6% evangélikus, 0,7% református, 0,5% görög katolikus, 0,2% egyéb keresztény, 0,2% egyéb katolikus, 5,5% felekezeten kívüli (29,5% nem válaszolt).
Ezt a tájat a palócok lakják, ide tartozik Nógrádmarcal község is. A marcali viselet egykor híres volt csodálatosan hímzett hajviseletéről az úgynevezett "Vrekocs"-ról és a díszesen hímzett ködmönről. Legközelebb a csitári és az ilinyi viselethez áll mivel ezek a falvak a 14. század óta Marcal filiáji voltak.

## Épített örökség, műemlékek, kultúra, látnivalók

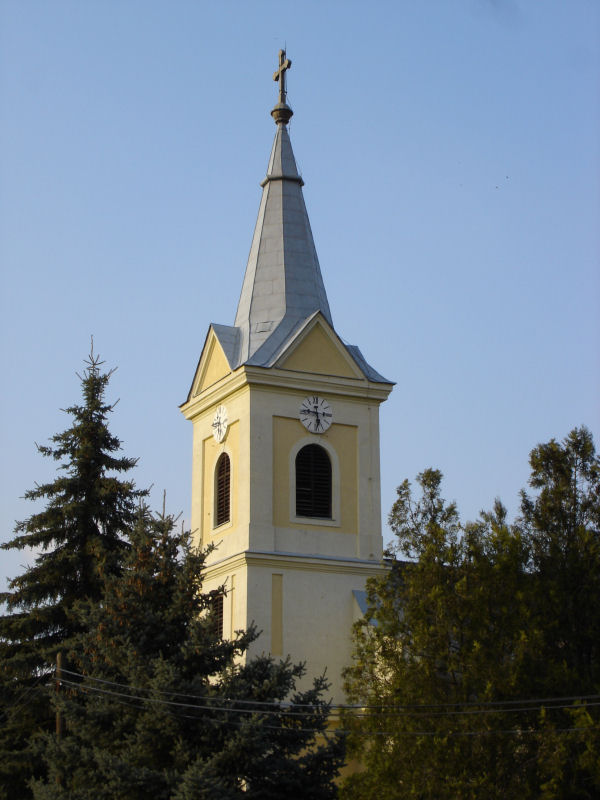
Templomtorony

### Római katolikus templom (Mindenszentek)
A római katolikus barokk templom 1773-ban épült, tornya azonban későbbi: 1809-ből származik.

### Kulturális élet
A falu kulturális életében jelentős szerepet játszik a község néptánccsoportja, amely a korábbi években a „Ki mit tud” vetélkedőn az országos válogatóig jutott.

### Sport
Megtalálható a füves nagy és kis focipálya, valamint strandröplabdapálya, az iskolaudvaron streetballpálya.
A helyi labdarúgócsapat a Megyei III. osztály, Balassagyarmati csoportjában játszik.

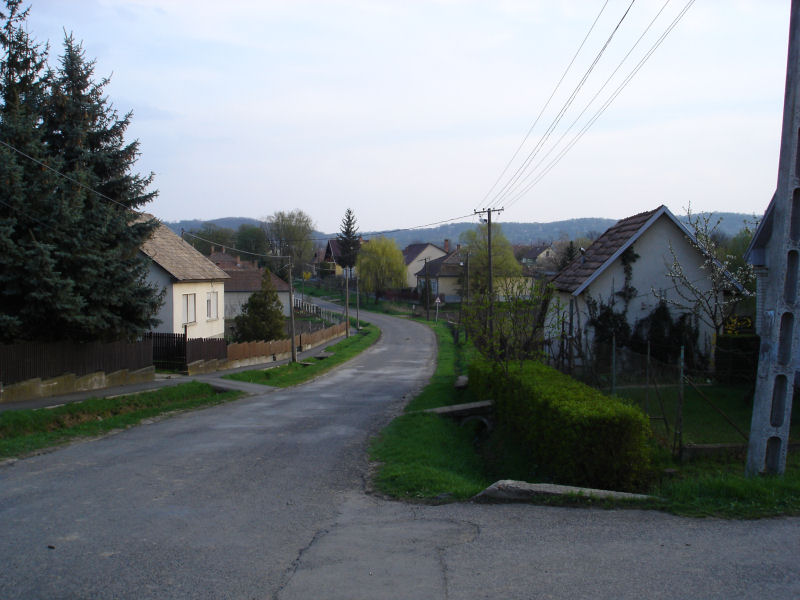
Utcakép

### A környék érdekességei
- Betyárasztal (jellegzetes formájú, legendák övezte kőtömbsor a falu határában)
- Várromok
- Balassagyarmat (Palóc múzeum, képtár, Vármegyeháza) 8 km
- Ipolytarnóc (20 millió éves őslelet)
- Szécsény (Forgách-kastély)
- Csesztve (Madách-kúria)
- Horpács (Mikszáth-ház)
- Mohora (Tolnai Klári-emlékház)
- Hollókő (Világörökség település)
- Strandolási lehetőségek (Balassagyarmat, Őrhalom)
- Horgászat, lovaglás, kocsikázás, vadászat

## Hasznos Információk

### Hivatalok
| Nógrádmarcal Község Önkormányzata  | 2675 Nógrádmarcal, Rákóczi út 2.                                                                 |
| Posta, Nógrádmarcal postamesterség | 2675 Nógrádmarcal, Kinizsi utca 49.                                                              |
| Plébánia                           | 2675 Nógrádmarcal, Hősök tere 2. Ellátja a csitári plébánia: 2673 Csitár, Petőfi u. 98.[forrás?] |
| Művelődési Ház és könyvtár         | 2675 Nógrádmarcal, Rákóczi út 42.                                                                |
| Háziorvos                          | Major Árpád Szügyi körzettel látja el.[forrás?]                                                  |

### Szállás
A községben több vendégház is elérhető az érdeklődőknek.